# Pleurothallis rhodoglossa
Pleurothallis rhodoglossa är en orkidéart som beskrevs av Rudolf Schlechter. Pleurothallis rhodoglossa ingår i släktet Pleurothallis och familjen orkidéer. Inga underarter finns listade i Catalogue of Life.